# Life's a Mess
Life's a Mess è un singolo del rapper statunitense Juice Wrld e della cantante statunitense Halsey, pubblicato il 6 luglio 2020 come terzo estratto dal terzo album in studio di Juice Wrld Legends Never Die.

## Tracce
Testi e musiche di Jarad Higgins, Ashley Frangipane, Rex Kudo e Ryan Vojesak.
1. Life's a Mess – 3:22

## Formazione
Musicisti
- Juice Wrld – voce
- Halsey – voce

Produzione
- Charlie Handsome – produzione
- Rex Kudo – produzione
- Manny Marroquin – missaggio
- Chris Galland – assistenza al missaggio

## Successo commerciale
Dopo aver completato una settimana intera di vendite e riproduzioni streaming, Life's a Mess è salita dalla 74ª alla 9ª posizione della Billboard Hot 100, diventando una delle cinque top ten che Juice Wrld ha accumulato nella medesima pubblicazione e la sesta in assoluto di Halsey.

## Classifiche
| Classifica (2020) | Posizione massima |
| ----------------- | ----------------- |
| Australia         | 8                 |
| Austria           | 32                |
| Belgio (Fiandre)  | 71                |
| Canada            | 10                |
| Danimarca         | 33                |
| Estonia           | 16                |
| Germania          | 47                |
| Grecia            | 33                |
| Irlanda           | 11                |
| Islanda           | 34                |
| Lituania          | 34                |
| Norvegia          | 22                |
| Nuova Zelanda     | 14                |
| Paesi Bassi       | 40                |
| Portogallo        | 49                |
| Regno Unito       | 11                |
| Repubblica Ceca   | 24                |
| Slovacchia        | 51                |
| Stati Uniti       | 9                 |
| Svezia            | 26                |
| Svizzera          | 58                |
| Ungheria          | 25                |

## Life's a Mess II
Una versione alternativa del brano, intitolata Life's a Mess II, è stata realizzata con i rapper statunitensi Clever e Post Malone, e pubblicata il 5 marzo 2021 come secondo singolo estratto dal primo album in studio di Clever Crazy.

### Tracce
1. Juice Wrld – Life's a Mess II (con Clever e Post Malone) – 3:26

### Classifiche
| Classifica (2021) | Posizione massima |
| ----------------- | ----------------- |
| Canada            | 68                |
| Stati Uniti       | 97                |